# Elvida
Elvida er en opera med betegnelsen melodramma i én akt af Gaetano Donizetti til en italiensk libretto af Giovanni Schmidt.
Operaen blev først opført på 6. juli 1826 på Teatro di San Carlo i Napoli.
Operaen blev skrevet som et pièce d'occasion i forbindelse med Maria Isabella af Spaniens fødselsdag. Donizetti fik kun en lille belønning for værket og gjorde derfor ikke så meget ud af kompositionen. Efter tre forestillinger blev stykket glemt, indtil det blev indspillet på plade i 2004 af Opera Rara.

## Roller
| Rolle                              | Stemmetype | Originalbesætning, 6. juli 1826 (Dirigent: -) |
| ---------------------------------- | ---------- | --------------------------------------------- |
| Elvida, en castiliansk adelskvinde | Soprano    | Henriette Meric-Lalande                       |
| Alfonso, en castiliansk prins      | Tenor      | Giovanni Battista Rubini                      |
| Amur, en maurisk høvding           | Bas        | Luigi Lablache                                |
| Zeidar, Amurs søn                  | Alt        | Brigitta Lorenzani                            |
| Spaniere, maurere og soldater      |            |                                               |

## Synopsis
- Sted: En befæstet by i Granada.
- Tid: Sent i det 15. århundrede.

### Første scene
Under kampen for kontrol over det sydlige Spanien, er Elvida, en adelig castiliansk dame, blevet taget til fange af maurerne. I to måneder har hun været holdt fanget af Amur i en af de sidste tilbageværende mauriske fæstninger. Men de spanske tropper under ledelse af Elvidas forlovede, Alfonso, er nu nået frem til byen.
Amur vil hellere slå Elvida ihjel end give hende mulighed for at blive frelst af Alfonsos tropper. Imidlertid har Amurs søn, Zeidar, forelsket sig i deres smukke fange og han beder sin far om at overhænde hende til spanierne, om ikke for andet så for at redde byen fra ødelæggelse. Zeidar beder Elvida om ægteskab, men hun afviser hånligt såvel hans tilnærmelser som hans fars trusler. Maurerne myrdede hendes far, og Elvida længes efter gengældelse. Hun føres til et skjult fangehul.
Den castilianske hær er nu ved porten til byen, og Amur erkender, at yderligere modstand er håbløs, selvom mauriske forstærkninger er lige ved hånden. Han er fast besluttet på at flygte gennem en hemmelig passage og tage Zeidar med sig.

### Anden scene
Alfonso ankommer i triumf i spidsen for sine tropper. Selv om han er skuffet over, at Amur og Zeidar tilsyneladende er flygtet, er han mere bekymret for Elvidas sikkerhed. En af Amurs slaver tilbyder at føre ham til den store hule, hvor Elvida bliver holdt fanget.

### Tredje scene
Amur agter at bruge Elvira som gidsel som støtte for sin flugt med Zeidar. De to mænd går ind i hulen, hvor hun er fængslet og forsøger at tvinge hende til at komme med dem. Elvida er trodsig, og før de kan føre hende bort, braser de spanske tropper ind. Amur trækker sin dolk for at dræbe Elvida, men Zeidar griber hans arm, og tropperne er i stand til at overmande ham.
Amur forbander sin søn for hans forræderi. I det samme forlyder det, at de mauriske forstærkninger er blevet slået på flugt. I en storsindet gestus giver Alfonso Zeidar hans frihed og tilbyder at skåne Amurs liv. Der lyder generel jubel, da Alfonso annoncerer, at hans ægteskab med Elvida vil finde sted den følgende morgen.

## Diskografi
- Elvida. Pietro Spagnoli (Amur), Jennifer Larmore (Zeidar) Annick Massis (Elvida) Bruce Ford (Alfonso), Anne-Marie Gibbons (Zulma) Ashley Catling (Ramiro) Geoffrey Mitchell Choir, London Philharmonic Orchestra, dir. Antonello Allemandi. London, marts 2004. Opera Rara ORC29

## Eksterne links
- Libretto Arkiveret 11. marts 2007 hos  Wayback Machine